# Chi Cá lịch trần
Cá lịch trần, tên khoa học Gymnothorax là một chi cá lịch biển trong họ Cá lịch biển (Muraenidae). Với trên 120 loài, nó là chi đa dạng loài nhất trong họ Muraenidae.
Smith (2012) lưu ý rằng Gymnothorax như công nhận hiện tại là đa ngành, nhưng cảnh báo rằng các nghiên cứu so sánh là cần thiết trước khi thực hiện các phục hồi các danh pháp đồng nghĩa của Gymnothorax.

## Các loài
Chi này gồm 124 loài sau:
- Gymnothorax afer Bloch, 1795

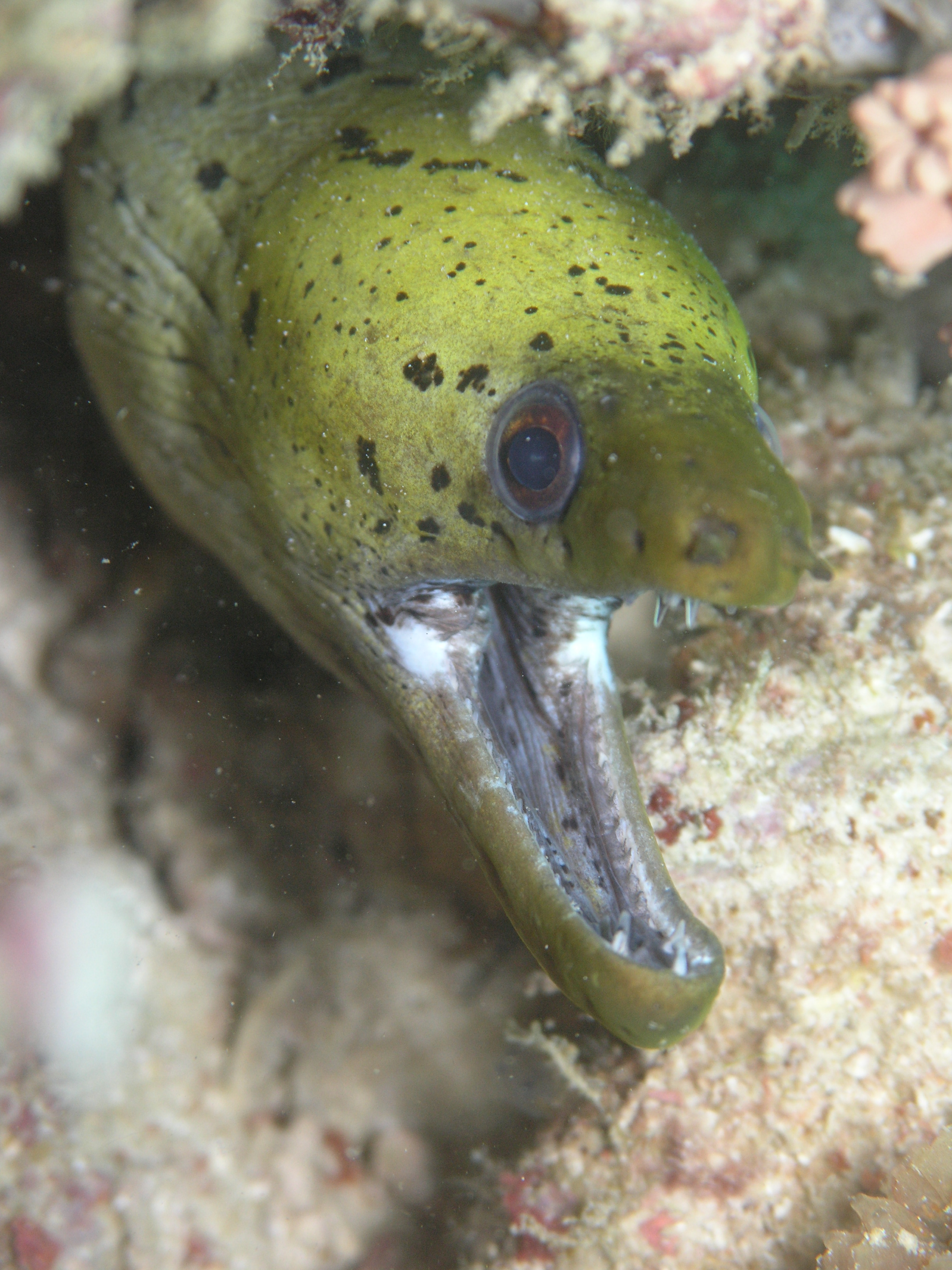
Gymnothorax fimbriatus

- Gymnothorax albimarginatus (Temminck & Schlegel, 1846)
- Gymnothorax angusticauda (M. C. W. Weber & de Beaufort, 1916)
- Gymnothorax angusticeps (Hildebrand & F. O. Barton, 1949)
- Gymnothorax annasona (Whitley, 1937)
- Gymnothorax annulatus D. G. Smith & E. B. Böhlke, 1997
- Gymnothorax atolli (Pietschmann, 1935)
- Gymnothorax australicola Lavenberg, 1992
- Gymnothorax austrinus E. B. Böhlke & McCosker, 2001
- Gymnothorax bacalladoi E. B. Böhlke & Brito, 1987
- Gymnothorax baranesi D. G. Smith, Brokovich & Einbinder, 2008
- Gymnothorax bathyphilus Randall & McCosker, 1975
- Gymnothorax berndti Snyder, 1904
- Gymnothorax breedeni McCosker & Randall, 1977
- Gymnothorax buroensis (Bleeker, 1857)
- Gymnothorax castaneus (D. S. Jordan & C. H. Gilbert, 1883)
- Gymnothorax castlei E. B. Böhlke & Randall, 1999
- Gymnothorax cephalospilus E. B. Böhlke & McCosker, 2001
- Gymnothorax chilospilus Bleeker, 1864
- Gymnothorax chlamydatus Snyder, 1908
- Gymnothorax conspersus Poey, 1867
- Gymnothorax cribroris Whitley, 1932
- Gymnothorax davidsmithi McCosker & Randall, 2008
- Gymnothorax dorsalis Seale, 1917
- Gymnothorax dovii (Günther, 1870)
- Gymnothorax elegans Bliss, 1883
- Gymnothorax emmae Prokofiev, 2010[4]
- Gymnothorax enigmaticus McCosker & Randall, 1982
- Gymnothorax equatorialis (Hildebrand, 1946)
- Gymnothorax eurostus (C. C. Abbott, 1860)
- Gymnothorax eurygnathos E. B. Böhlke, 2001
- Gymnothorax favagineus Bloch & J. G. Schneider, 1801: cá lịch vân lớn, có tại Việt Nam
- Gymnothorax fimbriatus (E. T. Bennett, 1832): cá lịch chấm tia, có tại Việt Nam
- Gymnothorax flavimarginatus (Rüppell, 1830): cá lịch vân diềm vàng, có tại Việt Nam
- Gymnothorax flavoculus (E. B. Böhlke & Randall, 1996)
- Gymnothorax formosus Bleeker, 1864
- Gymnothorax funebris Ranzani, 1840
- Gymnothorax fuscomaculatus (L. P. Schultz, 1953)
- Gymnothorax gracilicauda O. P. Jenkins, 1903
- Gymnothorax griseus (Lacépède, 1803)
- Gymnothorax hansi Heemstra, 2004
- Gymnothorax hepaticus (Rüppell, 1830)
- Gymnothorax herrei Beebe & Tee-Van, 1933
- Gymnothorax hubbsi J. E. Böhlke & E. B. Böhlke, 1977
- Gymnothorax intesi (Fourmanoir & Rivaton, 1979)
- Gymnothorax isingteena (J. Richardson, 1845)
- Gymnothorax javanicus (Bleeker, 1859): cá lịch Java
- Gymnothorax johnsoni (J. L. B. Smith, 1962)
- Gymnothorax kidako (Temminck & Schlegel, 1846)
- Gymnothorax kolpos J. E. Böhlke & E. B. Böhlke, 1980
- Gymnothorax kontodontos E. B. Böhlke, 2000
- Gymnothorax longinquus (Whitley, 1948)
- Gymnothorax maderensis (J. Y. Johnson, 1862)
- Gymnothorax mareei Poll, 1953
- Gymnothorax margaritophorus Bleeker, 1864
- Gymnothorax marshallensis (L. P. Schultz, 1953)
- Gymnothorax mccoskeri D. G. Smith & E. B. Böhlke, 1997
- Gymnothorax megaspilus E. B. Böhlke & Randall, 1995
- Gymnothorax melanosomatus K. H. Loh, K. T. Shao & Ho. Mi. Chen, 2011[5]
- Gymnothorax melatremus L. P. Schultz, 1953
- Gymnothorax meleagris (G. Shaw, 1795): cá lịch mõm trắng hay cá lịch Ghi-nê, có tại Việt Nam
- Gymnothorax microstictus E. B. Böhlke, 2000
- Gymnothorax miliaris (Kaup, 1856)
- Gymnothorax minor (Temminck & Schlegel, 1846)
- Gymnothorax moluccensis Bleeker, 1864
- Gymnothorax monochrous (Bleeker, 1856)
- Gymnothorax monostigma (Regan, 1909)
- Gymnothorax mordax (Ayres, 1859): cá lịch California

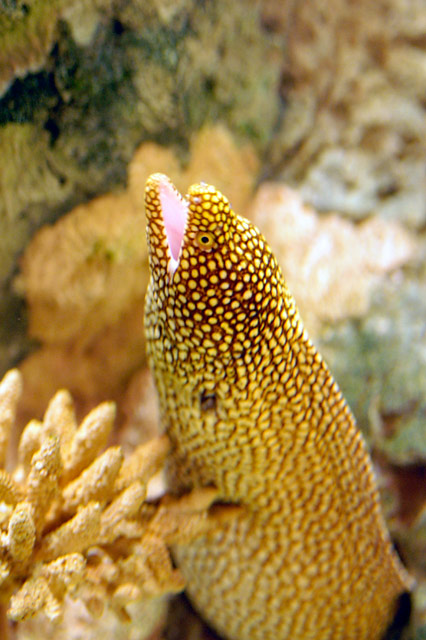
cá lịch California (Gymnothorax mordax)

- Gymnothorax moringa (Cuvier, 1829)
- Gymnothorax nasuta de Buen, 1961
- Gymnothorax neglectus S. Tanaka (I), 1911
- Gymnothorax nigromarginatus (Girard, 1858)
- Gymnothorax niphostigmus Ho. Mi. Chen, K. T. Shao & C. T. Chen, 1996
- Gymnothorax nubilus (J. Richardson, 1848)
- Gymnothorax nudivomer (Günther, 1867)
- Gymnothorax nuttingi Snyder, 1904
- Gymnothorax obesus (Whitley, 1932)
- Gymnothorax ocellatus Agassiz, 1831
- Gymnothorax panamensis (Steindachner, 1876)
- Gymnothorax parini Collette, D. G. Smith & E. B. Böhlke, 1991
- Gymnothorax phalarus W. A. Bussing, 1998
- Gymnothorax phasmatodes (J. L. B. Smith, 1962)
- Gymnothorax philippinus D. S. Jordan & Seale, 1907
- Gymnothorax pictus (J. N. Ahl, 1789)
- Gymnothorax pikei Bliss, 1883
- Gymnothorax pindae J. L. B. Smith, 1962
- Gymnothorax polygonius Poey, 1875
- Gymnothorax polyspondylus E. B. Böhlke & Randall, 2000
- Gymnothorax polyuranodon (Bleeker, 1853): cá lịch nhiều răng
- Gymnothorax porphyreus (Guichenot, 1848)
- Gymnothorax prasinus (J. Richardson, 1848)
- Gymnothorax prionodon J. D. Ogilby, 1895
- Gymnothorax prismodon E. B. Böhlke & Randall, 2000
- Gymnothorax prolatus Sasaki & Amaoka, 1991
- Gymnothorax pseudoherrei E. B. Böhlke, 2000
- Gymnothorax pseudothyrsoideus (Bleeker, 1852)
- Gymnothorax pseudotile Mohapatra, Smith, Ray, Mishra & Mohanty, 2017
- Gymnothorax punctatofasciatus Bleeker, 1863: cá lịch khoang chấm, có tại Việt Nam
- Gymnothorax punctatus Bloch & J. G. Schneider, 1801
- Gymnothorax randalli D. G. Smith & E. B. Böhlke, 1997
- Gymnothorax reevesii (J. Richardson, 1845): cá lịch sọc chấm, có tại Việt Nam
- Gymnothorax reticularis Bloch, 1795: cá lịch khoang răng khía, có tại Việt Nam
- Gymnothorax richardsonii (Bleeker, 1852): cá lịch Richardson hay cá lịch ri-sa, có tại Việt Nam
- Gymnothorax robinsi E. B. Böhlke, 1997
- Gymnothorax rueppelliae (McClelland, 1844): cá lịch khoang răng trơn, có tại Việt Nam
- Gymnothorax sagenodeta (J. Richardson, 1848)
- Gymnothorax sagmacephalus E. B. Böhlke, 1997
- Gymnothorax saxicola D. S. Jordan & B. M. Davis, 1891
- Gymnothorax serratidens (Hildebrand & F. O. Barton, 1949)
- Gymnothorax shaoi Ho. Mi. Chen & K. H. Loh, 2007
- Gymnothorax sokotrensis Kotthaus, 1968
- Gymnothorax steindachneri D. S. Jordan & Evermann, 1903
- Gymnothorax taiwanensis Ho. Mi. Chen, K. H. Loh & K. T. Shao, 2008: cá lịch Đài Loan
- Gymnothorax thyrsoideus (J. Richardson, 1845)
- Gymnothorax tile (F. Hamilton, 1822)
- Gymnothorax undulatus (Lacépède, 1803): cá lịch vân sóng, có tại Việt Nam
- Gymnothorax unicolor (Delaroche, 1809)
- Gymnothorax vagrans (Seale, 1917)
- Gymnothorax verrilli (D. S. Jordan & C. H. Gilbert, 1883)
- Gymnothorax vicinus (Castelnau, 1855)
- Gymnothorax walvisensis Prokofiev, 2009
- Gymnothorax woodwardi McCulloch, 1912
- Gymnothorax ypsilon Hatooka & Randall, 1992
- Gymnothorax zonipectis Seale, 1906